# Четырнадцать недель тишины
Четырнадцать недель тишины — третій студійний альбом гурту «Zемфира», представлений 1 квітня 2002 року.

## Про альбом
Альбом виконаний в жанрі гітарної рок-музики, але на платівці також присутні такі стилі музики, як джаз, блюз, тріп-хоп і рок-н-ролл. Земфіра говорила, що витратила багато часу, щоб зробити звучання альбому ідеальним, що перетворилося згодом у основне завдання роботи над платівкою. Тематично альбом відобразив ті зміни, які відбулися із співачкою після закінчення її другого концертного туру в підтримку альбому «Прости меня моя любовь». Земфіра зазначала, що у неї був застій у творчості і вона не хотіла продовжувати лінію попередніх своїх альбомів. У підсумку альбом був названий зовсім несхожим на попередні диски артистки.
Музичні критики зустріли «Четырнадцать недель тишины» з різними поглядами. Деякі назвали його одним із найкращих у кар'єрі Земфіри, особливо звернувши увагу на якість запису. Інші критики були розчаровані тим, що альбом виявився несхожий на колишні творіння співачки. Вони відзначали, що зник так званий «надрив» в піснях, а відмінна мелодика була замінена хорошим звуком.

## Список композиций
Автор музики і слів Земфіра. 
| #   | Назва                         | Тривалість |
| --- | ----------------------------- | ---------- |
| 1.  | «Паранойя»                    | 4:01       |
| 2.  | «Трафик»                      | 4:00       |
| 3.  | «∞» (Бесконечность, Infinity) | 5:04       |
| 4.  | «Мачо»                        | 4:20       |
| 5.  | «Сказки»                      | 4:38       |
| 6.  | «Песня»                       | 4:24       |
| 7.  | «Р»                           | 4:01       |
| 8.  | «Главное»                     | 3:35       |
| 9.  | «Кто?»                        | 2:51       |
| 10. | «Webgirl»                     | 4:13       |
| 11. | «Шалфей»                      | 3:35       |
| 12. | «Ощущенья»                    | 4:12       |

- Бонус-трек

| #   | Назва    | Тривалість |
| --- | -------- | ---------- |
| 13. | «Мечтой» | 3:53       |

## Нагороди та номінації
| Рік  | Нагорода            | Номінована робота            | Категорія                     | Результат |
| ---- | ------------------- | ---------------------------- | ----------------------------- | --------- |
| 2003 | Премія Муз-ТВ       | «Четырнадцать недель тишины» | Найкращий альбом              | Перемога  |
| 2003 | Рекордъ             | «Четырнадцать недель тишины» | Альбом вітчизняного виконавця | Номінація |
| 2003 | Премія журналу Fuzz | «Бесконечность»              | Найкращий відеокліп           | Перемога  |